# Frontière entre l'Angleterre et le pays de Galles
La frontière entre l'Angleterre et le pays de Galles (en anglais England-Wales border, en gallois Y ffin rhwng Cymru a Lloegr) est une limite administrative infranationale délimitant deux des quatre nations constitutives du Royaume-Uni : l'Angleterre à l'est et le pays de Galles à l'ouest. Intégralement située sur l'île de Grande-Bretagne, elle la traverse selon un axe nord-sud allant de la mer d'Irlande à l'estuaire de la Severn.

## Tracé

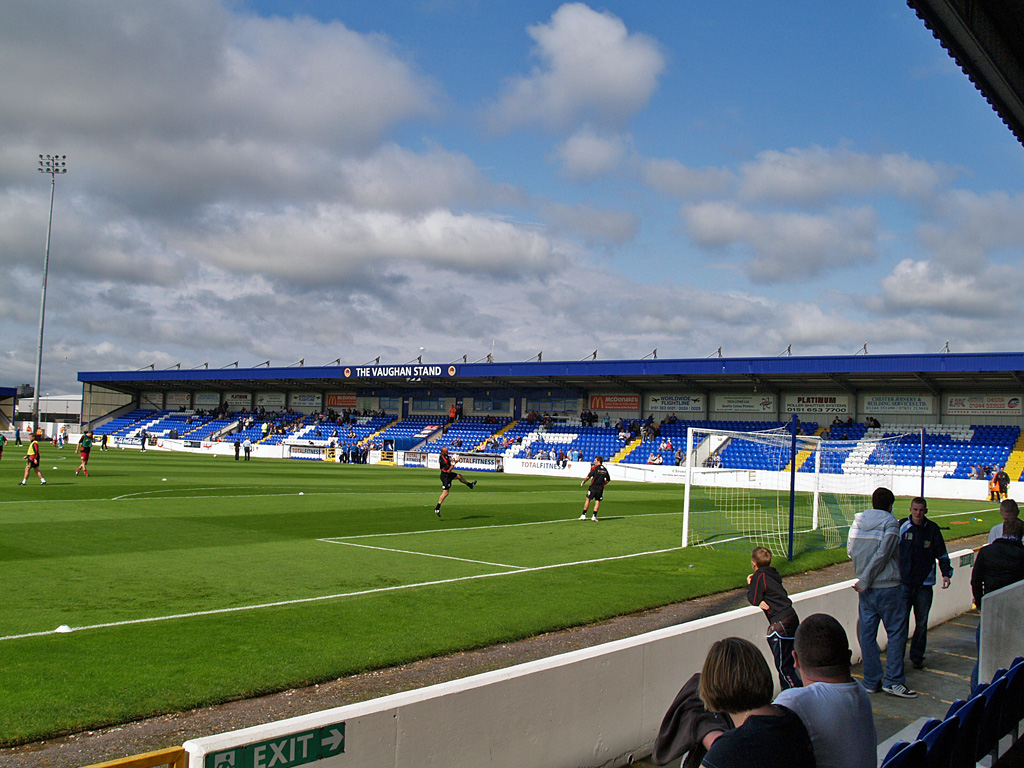
La frontière anglo-galloise traverse le Deva Stadium, le stade de Chester City

Au nord, cette frontière débute sur le littoral de la mer d'Irlande, plus précisément à l'estuaire de la Dee, au sud-ouest de la ville anglaise de Liverpool. Elle se dirige vers le sud en effectuant de nombreux changements de direction qui forment de petits panhandles, notamment autour des villes galloises de Bronington et Church Stoke. À son extrémité méridionale, la frontière débouche sur l'estuaire de la Severn en suivant le cours de la rivière Wye.
La frontière mesure 257 kilomètres de longueur. Il s'agit de la seule frontière terrestre du pays de Galles, l'Angleterre possédant une autre frontière terrestre avec l'Écosse.

## Histoire
La frontière entre l'Angleterre et le Pays de Galles est matérialisée au haut Moyen Âge par une série d'ouvrages défensifs en terre, la digue de Wat et surtout la digue d'Offa, qui s'étend sur près de 250 kilomètres. Elle doit son nom au puissant roi anglo-saxon Offa de Mercie (757-796), traditionnellement considéré comme responsable de son édification.